# Creatieve sector
De creatieve industrie is een verzamelnaam voor de beroepen en bedrijfstypen gericht op de exploitatie van kunstzinnigheid en intellectueel eigendom. Voorbeelden hiervan zijn sectoren als beeldende kunst, ambachten, muziek, reclame, vormgeving en softwareontwikkeling.

## Algemeen
De creatieve industrie is als economische sector ontstaan tussen de traditionele sectoren van de economie (landbouw, industrie en dienstverlening) en de cultuursector. De laatste tijd is deze sector flink gegroeid en staat qua omvang tegenwoordig op gelijke voet met sectoren als de bouw, het onderwijs en de gezondheidszorg.
In het spoor van de Amerikaanse "guru" Richard Florida, die met zijn boek "Rise of the creative class" (2002) wereldwijd aandacht kreeg voor het belang van de creatieve klasse voor stedelijke ontwikkeling, richten vele steden zich nu op het aantrekken van de creatieve industrie. De creatieve industrie is in Nederland traditiegetrouw het sterkst vertegenwoordigd in de cultuurmetropool Amsterdam, maar andere steden (zoals Eindhoven, Utrecht, Arnhem, Nijmegen, Tilburg en Rotterdam) beginnen zich eveneens steeds verder te ontwikkelen op het gebied van de creatieve industrie.

## Broedplaatsen
Een populair speerpunt bij het aantrekken van de creatieve industrie is het realiseren van broedplaatsen. Plekken met weinig of geen regels waar creatieve bedrijven zich vestigen en kunnen floreren. De aanwezigheid van soortgelijke of aanvullende bedrijven in de omgeving zorgt voor een aantrekkelijke subcultuur waar de creatieve klasse zich thuis voelen. Traditiegetrouw zijn veel broedplaatsen gehuisvest in oude goedkope (sloop)panden. 

### Nederland
Nederlandse gemeenten bootsen steeds meer de sfeer van broedplaatsen na in creatieve-bedrijfsverzamelgebouwen, zoals het Westergasfabriekterrein (2000) in Amsterdam, de Puddingfabriek (2003) in Groningen, de Schiecentrale en 25 kV in Rotterdam, Havenkwartier (2013) in Deventer, CiBoGa-terrein en Suiker Unie-terrein. Een broedplaats (ook wel 'creatief cluster') op het platteland in Zeeland is gevestigd in de boerderij Land & Zeezicht (2010).

## Samenstelling
De volgende samenstellingen/onderverdeling worden gehanteerd.
- De creatieve industrie is in te delen in de drie categorieën: de kunst- en erfgoedsector (waaronder de bedrijfstak toeristische informatieverstrekking), media en entertainment en de creatieve zakelijke dienstverlening (waaronder de bedrijfstakken architecten, designers, reclamebureaus). (Bron: Media Perspectives[1])
- Creatieve bedrijvigheid is af te bakenen in vier sectoren: kunsten, media en uitgeverijen, creatieve zakelijke diensten (waaronder architecten- en reclamebureaus) en kennisintensieve diensten (waaronder softwareontwikkeling en onderzoek).
- De sector bestaat uit kunst, muziek, dans, theater, culturele evenementen, film, radio, televisie, journalistiek, literatuur, vormgeving, nieuwe media, architectuur en reclame.

Verder kunnen tot creatieve industrie ook worden gerekend: softwareontwikkelaars, ambachten als schrijven en uitgeven, architectuur en podiumkunsten.

## Kritiek
Vanwege de verschillende opvattingen over de samenstelling en onderverdeling van de creatieve industrie, maar ook vanwege het ongrijpbare karakter van het begrip ‘creativiteit’ zelf, is er ook regelmatig kritiek op de creatieve industrie. Critici van creatieve industriebeleid gebruiken onder meer de volgende argumenten:
- De theorieën van Richard Florida zijn gebaseerd op de creatieve industrie van de Verenigde Staten maar worden wereldwijd overgenomen zonder oog te hebben voor lokale omstandigheden
- Creatieve industriebeleid is vaak clustergericht: overheden laten zich te veel leiden door successen in het buitenland van dergelijke clusters zonder werkelijk te bedenken wat er nodig is om lokale creativiteit te stimuleren
- Creatieve industriebeleid maakt kunst tot politiek instrument (bijvoorbeeld bij wijkvernieuwing)
- Creatieve industriebeleid legt te veel nadruk op de economische toegevoegde waarde van creativiteit en te weinig op artistieke- en maatschappelijke toegevoegde waarde
- Creatie wordt ondergeschikt gemaakt aan exploitatie